# Шапкайц, Екатерина Юрьевна
Екатерина Юрьевна Шапкайц (род. 1 апреля 1955, Ленинград, РСФСР, СССР) — советский и российский художник по костюмам

. Заслуженный художник Российской Федерации (2013).

## Биография
Екатерина Шапкайц родилась 1 апреля 1955 года в Ленинграде. Родителями были Юрий Минеевич Шапкайц и Нина Алексеевна Иванова. Замужем за Сергеем Некрасовым. Имеет одну дочь Анну.
В 1980 году окончила Ленинградское высшее художественно-промышленного училище имени Веры Мухиной.
С 1981 года работает художником по костюмам на киностудии «Ленфильм».

## Фильмография
1. 1982 — Магистраль (ассистент художника по костюмам, режиссёр-постановщик: Виктор Трегубович)
2. 1983 — Объездчик (короткометражный, новелла в киноальманахе «Особый случай», режиссёр-постановщик: Александр Бибарцев)
3. 1985 — Порох (режиссёр-постановщик: Виктор Аристов)
4. 1985 — Противостояние (ассистент художника по костюмам, режиссёр-постановщик: Семён Аранович)
5. 1986 — Письма мёртвого человека (совместно с Анжелой Сапуновой, режиссёр-постановщик: Константин Лопушанский)
6. 1988 — Трудно первые 100 лет (режиссёр-постановщик: Виктор Аристов)
7. 1989 — Посредине мира (документально-игровой, режиссёр-постановщик: Вячеслав Амирханян)
8. 1989 — Псы (режиссёр-постановщик: Дмитрий Светозаров)
9. 1990 — Сатана (режиссёр-постановщик: Виктор Аристов)
10. 1991 — Дом на песке (ТВ, режиссёр-постановщик: Нийоле Адоменайте)
11. 1992 — Сны о России  (Россия/Япония, совместно с М. Койшаури, режиссёр-постановщик: Дзюнья Сато)
12. 1998 — Железная Пята Олигархии[1] (совм. с Лайной Романовской, режиссёр-постановщик: Александр Баширов)
13. 1998 — Хрусталёв, машину! (Россия/Франция, режиссёр-постановщик: Алексей Герман-старший)
14. 2000 — Мистерии (режиссёр-постановщик: Михаил Калатозишвили)
15. 2000 — Собственная тень (совместно с Анжелой Сапуновой, режиссёр-постановщик: Ольга Наруцкая)
16. 2009 — Тарас Бульба (режиссёр-постановщик: Владимир Бортко)
17. 2011 — Высоцкий. Спасибо, что живой (режиссёр-постановщик: Пётр Буслов)
18. 2013 — Трудно быть богом (режиссёр-постановщик: Алексей Герман-старший)
19. 2016 — Викинг (режиссёр-постановщик: Андрей Кравчук)
20. 2017 — О любви (режиссёр-постановщик: Владимир Бортко)
21. 2019 — Союз спасения (режиссёр-постановщик: Андрей Кравчук)
22. 2022 — Союз Спасения. Время гнева (режиссёр-постановщик: Никита Высоцкий)

## Награды и номинации
- 2000 — премия «Ника» за лучшую работу художника по костюмам («Хрусталёв, машину!»)[2]
- 2010 — премия «Золотой орёл» за лучшую работу художника по костюмам («Тарас Бульба»)[3]
- 2010 — номинация на премию «Ника» за лучшую работу художника по костюмам («Тарас Бульба»)[4]
- 2012 — номинация на премию «Ника» за лучшую работу художника по костюмам «Высоцкий. Спасибо, что живой»[5]
- 2013 — Заслуженный художник Российской Федерации (2 сентября 2013 года) — за заслуги в области изобразительного искусства[6]
- 2015 — премия «Ника» за лучшую работу художника по костюмам («Трудно быть богом»)
- 2018 — премия «Золотой орёл» за лучшую работу художника по костюмам («Викинг»)
- 2020 - премия «Золотой орёл»